# Marita Gestranius
Marita Gestranius, född 18 juni 1950, är en svensk före detta friidrottare (långdistanslöpning) som tävlade för klubben IK Pallas